# Phyllomedusa boliviana
Phyllomedusa boliviana és una espècie de granota que viu a l'Argentina, Bolívia i el Brasil.
Està amenaçada d'extinció per la pèrdua del seu hàbitat natural.